# História do Paraguai
A história do Paraguai se estende desde as primeiras ocupações humanas até os dias atuais. Geralmente é dividida em três períodos: Pré-colombiano, colonial e republicano.

## Era pré-colombiana (?-1520)

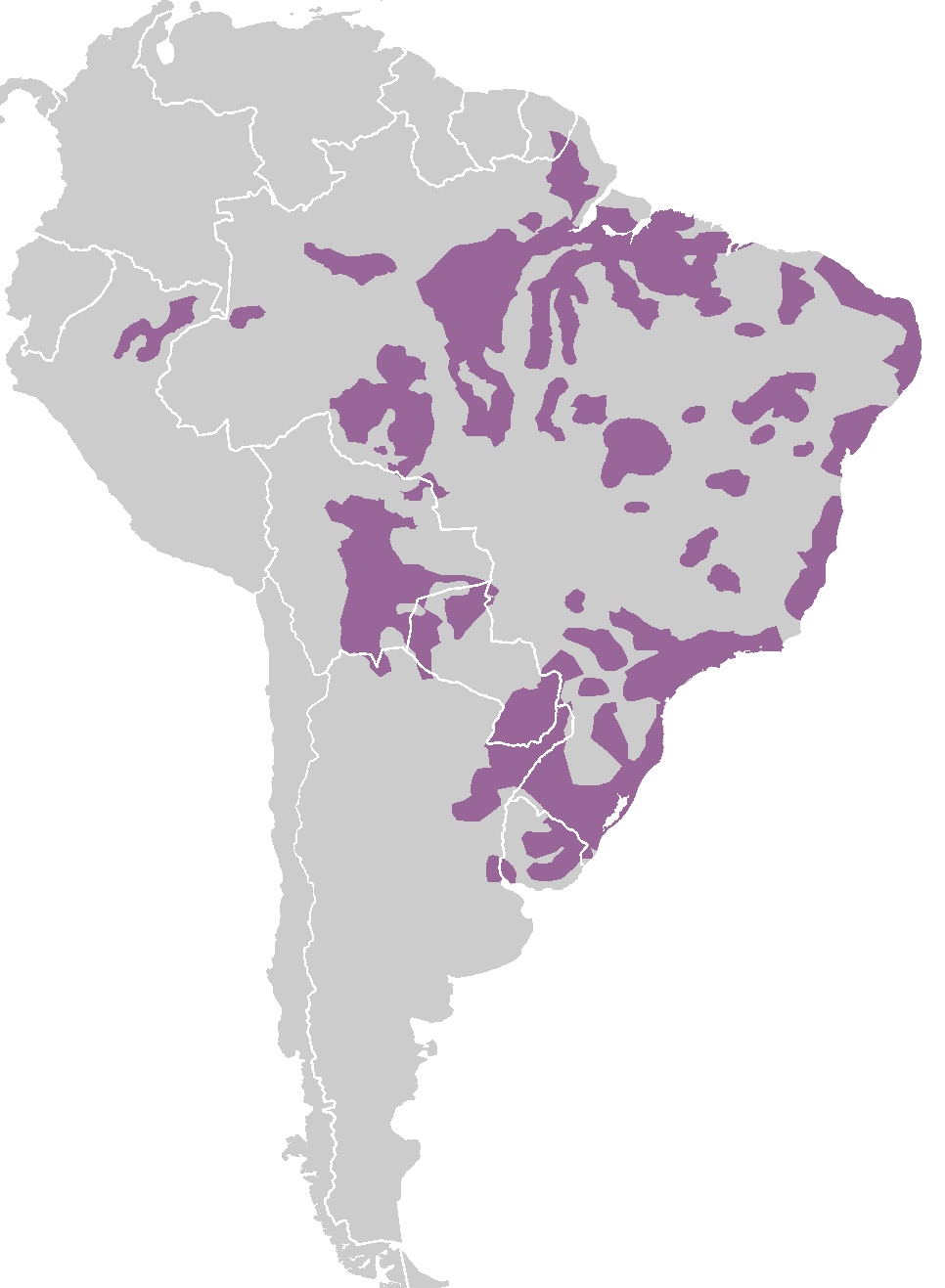
Mapa da expansão guarani na América do Sul no século XVI.

Antes da chegada de colonos espanhóis nos rios Paraguai e Paraná, o atual território do Paraguai era habitado único e exclusivamente por indígenas, de diversas etnias. Estas etnias podem ser classificadas em três grupos: os pampídeos, os jês e os amazônicos. Ainda não se sabe qual destes grupos chegou primeiro ao território. Em termos linguísticos, também se pode dividir os nativos em três grupos: os povos Mascoyan, os Mataco-Guaicurú e os Tupí-guarani.
No século XV os guaranis avançaram a partir do norte em direção ao chaco e do leste em direção a área central do Paraguai. Este movimento se deu graças a superioridade numérica e posse de uma cultura material mais desenvolvida, onde praticavam o cultivo da mandioca, milho e amendoim. A prática de uma agricultura de roça permitia que obtivessem excedentes necessários para manter uma população em contínuo crescimento demográfico, e que necessitava de novos territórios.
Os guaranis encontraram na região grupos jês, como os guayaki, coletores e caçadores, e também os grupos do Pampa, como os paiaguás. O primeiro contato dos guaranis com os europeus foi com Aleixo Garcia, explorador português que participou em várias expedições à América do Sul com a frota espanhola.
Entre o final de 1524 e começo de 1525, Garcia chegou onde hoje fica Assunção, treze anos antes de sua fundação. O grupo recrutou 2 000 guerreiros guaranis para invadir terras no Chaco paraguaio, enfrentando as tribos locais, consideradas perigosas pelos exploradores. Marchando para o oeste, após ter cruzado o Rio Paraná, o grupo de García descobriu as Cataratas do Iguaçu (há uma versão que diz que o descobridor das Cataratas do Iguaçu foi Álvar Núñez Cabeza de Vaca, sendo a mais aceita, porém há fontes que ainda creditam o português).
Em 1533, Garcia subiu o rio Pilcomayo, chegando às fronteiras do império inca, zona da atual Cochabamba, Bolívia. Existe o registro de uma batalha entre suas forças, juntos dos guaranis com as forças incas, oito anos antes de Francisco Pizarro conquistá-los. Os exploradores destruíam as aldeias que encontraram pelo caminho, antes que o exército de Huayna Capac, então governante inca, reagisse. Quando voltava para o litoral Garcia foi assassinado às margens do rio Paraguai pelos paiaguás, perto da atual cidade de San Pedro del Ycuamandiyú, mas a notícia da batalha com os incas chegou aos exploradores espanhóis e atraiu Sebastião Caboto, filho do explorador genovês João Caboto, ao Rio Paraguai, dois anos depois.

## Período colonial (1520-1811)

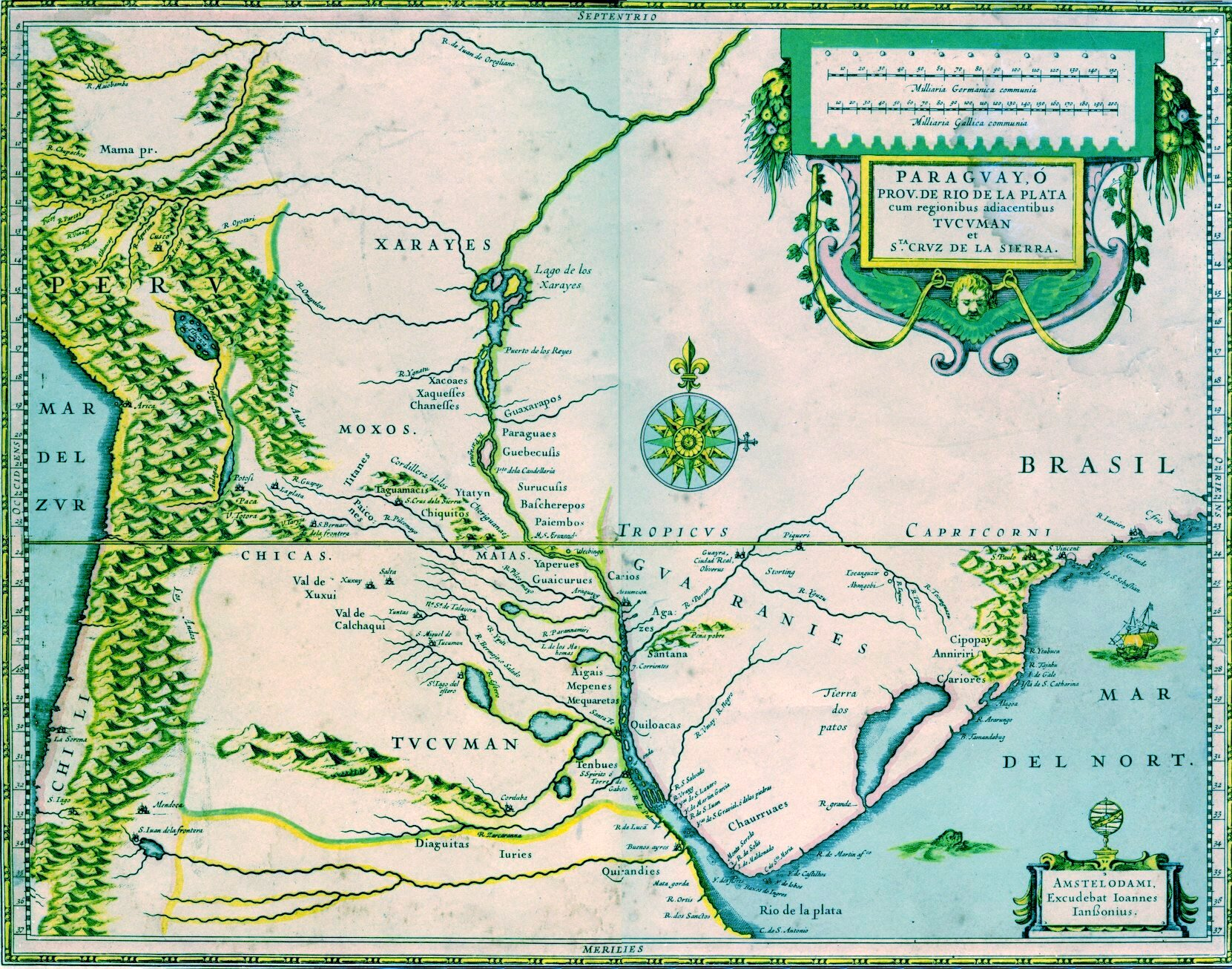
Mapa da Região do Prata no início do século XVII.

O período colonial do Paraguai compreende do período descobrimento europeu do Paraguai nos anos 1520 até sua independência em 1811. Os primeiros colonos espanhóis chegaram ao Paraguai no início do século XVI. A cidade de Assunção, fundada em 15 de agosto de 1537, logo se tornou o centro de uma província nas colônias espanholas na América do Sul, conhecida como "Nueva Andalucia".
| “ | …o Paraguai não chegou a formar grandes latifúndios exportadores, em mãos de uma camada poderosa de proprietários rurais, como aconteceu em muitos países latino-americanos. (…) Os camponeses livres, na sua maioria mestiços, haviam sido, no início do século XVIII, os protagonistas das grandes rebeliões "comuneras" contra os jesuítas e as autoridades espanholas ligadas a eles." | ” |

### Primeiros exploradores
Antes da chegada dos europeus, os territórios situados entre os rios Paraná e Paraguai eram ocupados pelos guaranis, que viviam da agricultura, da caça e da pesca. Acossados, no século XV, por tribos da região do Grande Chaco, os guaranis cruzaram o rio Paraguai e submeteram seus inimigos, levando o conflito aos limites meridionais do império Inca. Eram, assim, os aliados dos primeiros exploradores europeus que procuravam rotas mais curtas para as minas do Peru.
Aleixo Garcia, que partiu do litoral brasileiro em 1524 e Sebastião Caboto, que subiu o Paraná em 1526, foram os primeiros a atingir as terras interiores da bacia Platina, hoje pertencentes ao Paraguai, mas coube a Domingos Martínez de Irala a fundação dos primeiros núcleos coloniais (1536-1556). Juan de Ayolas, Juan de Salazar e Juan de Garay também realizaram penetrações na região. Irala fundou as primeiras colonias onde hoje é o Paraguai, que logo se transformou no centro da transformação espanhola na região sul-oriental da América do Sul. Sua política de colonização consistiu na delimitação das fronteiras com o Brasil através da construção de uma linha de fortes contra a expansão portuguesa, na fundação de vilas e na intensa miscigenação de espanhóis com guaranis, principal fator da formação da população do país.

### Século XVI

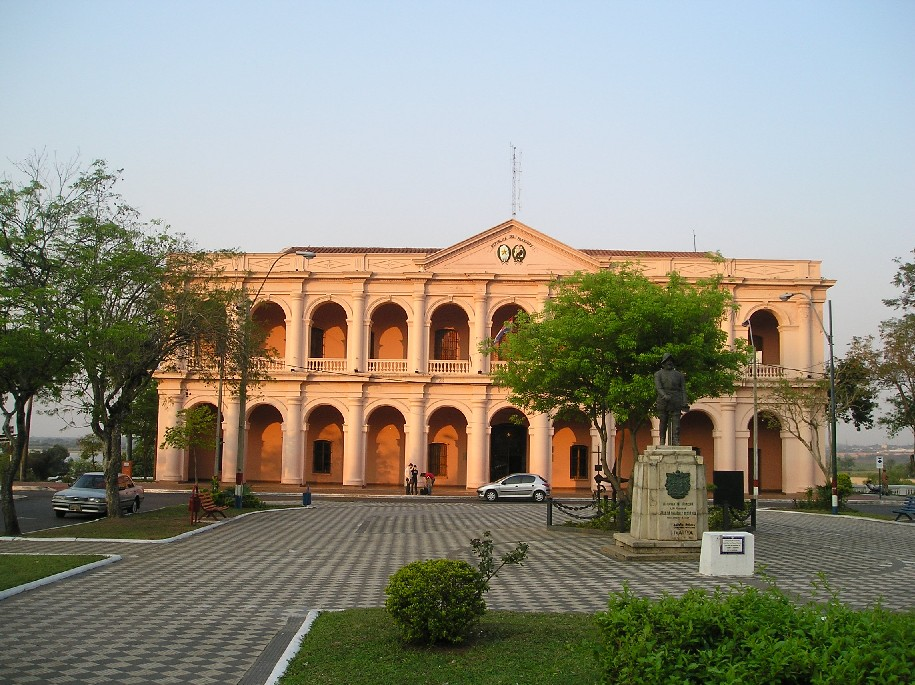
Cabildo de Assunção (1537-1811).

Os primeiros europeus, membros da expedição comandada por Juan de Salazar de Espinosa e Gonzalo de Mendoza e destinada a procurar Ayolas, estabeleceram-se em um trecho da margem oriental do Rio Paraguai, após o fracasso da primeira fundação da cidade de Buenos Aires no começo do século XVI. Fundaram uma fortificação que se tornaria a cidade de Assunção no dia 15 de agosto de 1537, dia de Nossa Senhora de Assunção. Seguiram rio acima e se encontraram com Irala, que tinha ordens de esperar a seu chefe Ayolas. Os três homens o procuraram, sem sucesso. Então, Salazar e Gonzalo de Mendoza desceram o rio de regresso ao recém-fundado Forte de Assunção.
Em meados dos anos 1560, a população de Assunção já alcançava aproximadamente 1 500 pessoas, na sua maioria indígenas. Os embarques de prata que vinham do Peruobrigatoriamente passavam por Assunção. Esta se converteu na capital de uma província espanhola que abarcava uma porção que compreendia os territórios atuais do Brasil, Paraguai, Argentina e Bolívia, tendo sido apelidada de "Província Gigante de las Indias".
Com a consolidação de Assunção como sede de uma província colonial espanhola, recebeu o título de "Madre de las Cuidades", emanando povoações que fundariam diversas cidades, sendo as principais: Ontiveros, Cidade Real del Guayrá, Villa Rica del Espíritu Santo, Santiago de Jerez, Santa Cruz de la Sierra, Buenos Aires, Corrientes, Santa Fé e Concepción del Bermejo.

### Jesuítas

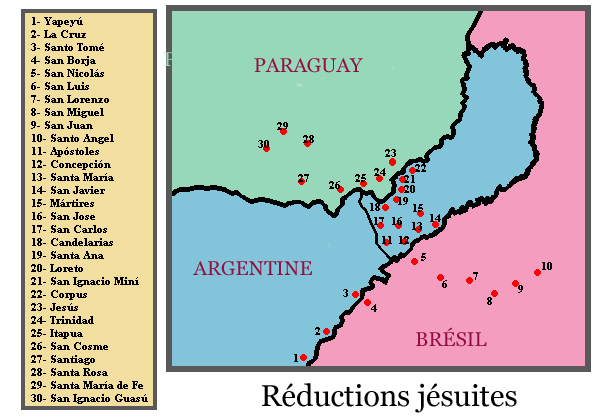
Reduções jesuítas até o Século XVIII (as paraguaias de 23 à 30)

Em 1604, durante o governo de Hernandarias de Saavedra, os primeiros jesuítas chegaram ao Paraguai. Os objetivos das missões jesuítas eram catequizar os indígenas e servirem como postos avançados contra a expansão portuguesa. Com uma certa autonomia em relação a Assunção, essas instituições seguiam um sistema teocrático próprio. Até o fim das missões em 1767, estima-se que entre 200 mil e 250 mil indígenas viveram nas 32 reduções.

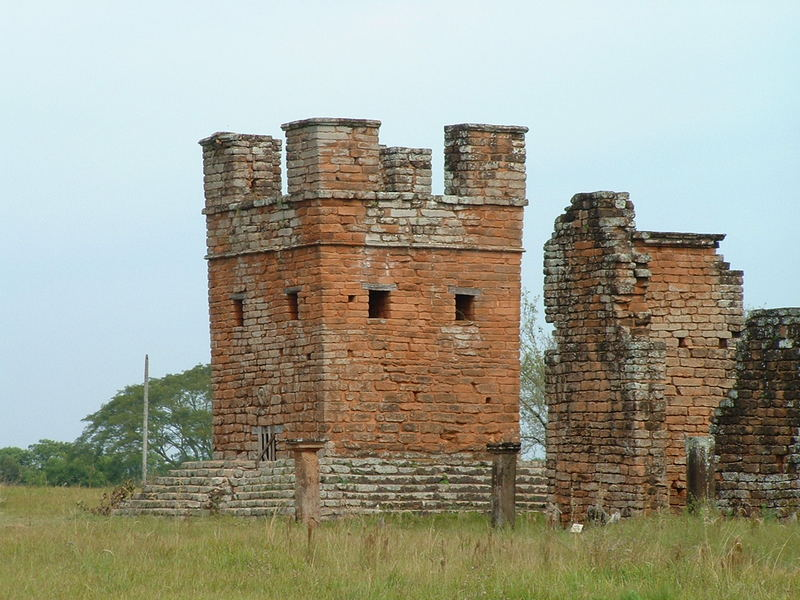
Ruínas da Redução Jesuíta de Trinidad.

As missões inicialmente instalaram-se na região de Guayrá - atual estado brasileiro do Paraná - e depois se expandiram em direção ao sudoeste, se estabelecendo nos arredores do Rio Tebicuary. A língua guarani foi respeitada e fixou-se na forma escrita; nela foram transcritas importantes obras de teologia, impressas na primeira imprensa do Rio da Prata.
A respeito da organização das reduções, cada povoado era administrado por um Padre Reitor, ente de máxima autoridade. O Padre Doutrinático era encarregado da instrução religiosa. O Padre Dispenseiro era encarregado da administração econômica. Ainda existiam um ou mais Padres Auxiliares ou Coadjuntor, que serviram de mediadores entre o reitor e a população indígena.

### Século XVII
Em 1617, ainda no governo de Hernandarias, a província divida em duas governadorias: a do Paraguai e a de Buenos Aires. Desta forma o Paraguai perdeu a zona marítima do estuário do rio da Prata, ficando isolado no interior do continente, e conservou só Assunção, Ciudad Real e Villa Rica del Guayrá. Posteriormente, o último acesso paraguaio ao mar foi perdido junto do território chamado de Mbiazá ou Yviazá (ou La Vera), que correspondia ao atual estado brasileiro de Santa Catarina, território no qual se encontrava o porto de San Francisco de Mbiazá, fundado em 1538.

### Século XVIII

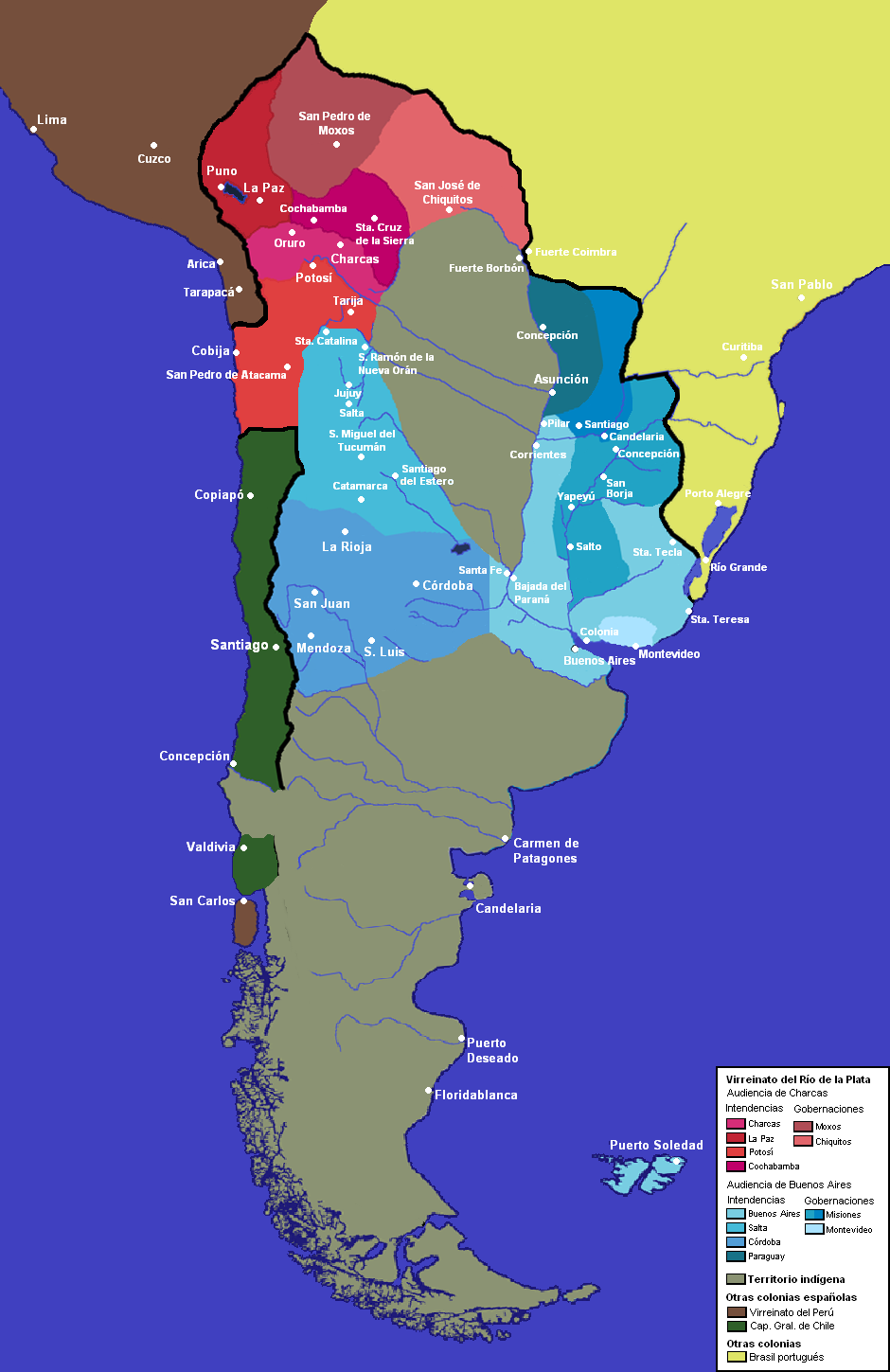
Mapa do Vice-reino do Rio da Prata em 1777.

Em 1717, aconteceu a Revolução Comunera. Os rebeldes foram derrotados na batalha de Tovatí em 1721, tendo sido impostas duras sanções a província que enfraqueceram sua economia. Em 1750, o Tratado de Madrid entre Espanha e Portugal afetou o Paraguai com as perdas de Guayrá (entre o Rio Paraná e o Oceano Atlântico), a grande província do Itatín e a região de Cuyabá (atual Cuiabá, no Mato Grosso), que foram cedidos ao Brasil português. Ainda no Tratado de Madrid, a corte espanhola e a coroa portuguesa decidiram repartir o território das reduções indígenas. Os jesuítas não aceitaram, e os exércitos espanhol e português empreenderam a chamada Guerra Guaranítica e acabaram com as reduções em 1757. Em 1767 os jesuítas foram expulsos da Espanha e de seus domínios, por ordem de Carlos III.
O Vice-Reino do Rio da Prata foi criado em 1776 pelo rei Carlos III, integrando em sua jurisdição os atuais territórios da Argentina, e do Uruguai, dos atuais estados brasileiros do Rio Grande do Sul e Santa Catarina, o Paraguai, a Bolívia e o norte do Chile. A criação do Vice-Reino do Rio da Prata separou o Paraguai do Vice-Reino do Peru. A capital do novo Vice-Reino era Buenos Aires. A criação do Vice-Reino obedeceu à necessidade de organizar melhor a administração do extenso território acossado pelo contrabando e pela constante penetração dos portugueses e luso-brasileiros. Em 1777 a província do Paraguai foi integrada no Vice-Reino do Rio da Prata dentro do qual se manteve até 1811. Em 1782, estabeleceu-se no Vice-Reino o regime das intendências. Assunção era, na província ou Intendência do Paraguai, o único povoado com categoria de cidade. A zona ao sul do rio Tebicuary e ao leste da cordilheira de Caaguazú por sua vez correspondia à Governação das Missões Guaranis (ou Província Subordinada das Missões) constituída com os restos das Missões Jesuíticas que ficaram sob controle espanhol.

## Independência

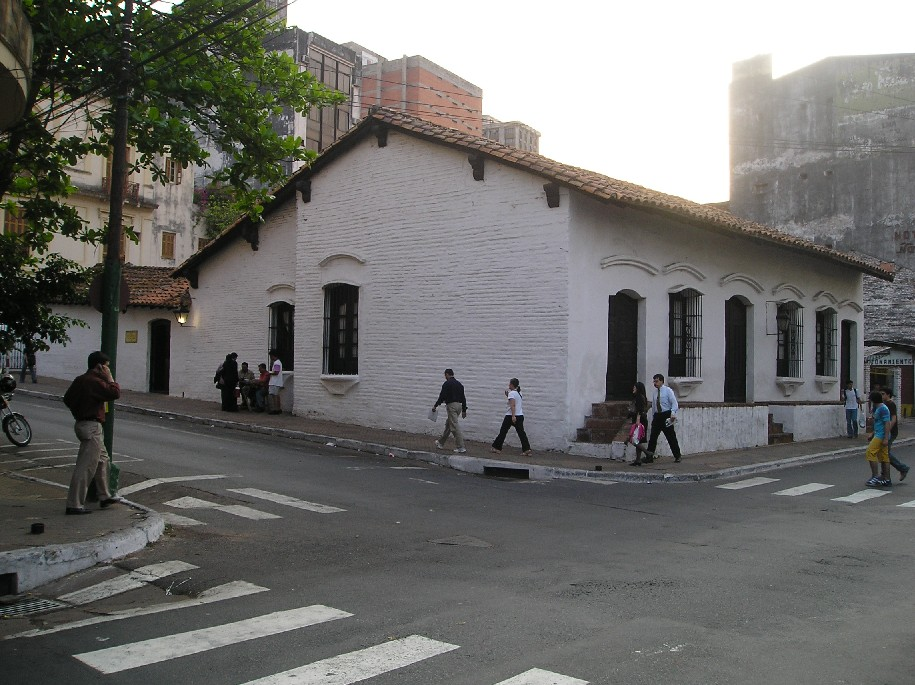
Casa da Independência (1811).

A primeira manifestação contundente se deu em 1717, através da Revolução Comunera, porém somente a partir do século XIX que o processo de independência é considerado.
À medida que Buenos Aires tornava-se mais poderosa, os líderes paraguaios perceberam o declínio da importância de sua província. Embora também contestassem a autoridade espanhola, recusaram-se a aceitar a declaração de independência da Argentina (1810) como extensiva ao Paraguai. Nem mesmo a intervenção do exército argentino, comandado pelo general Manuel Belgrano, conseguiu efetivar a incorporação da província. Mais tarde, porém, quando o governador espanhol do Paraguai solicitou auxílio português para defender a colônia dos ataques de Buenos Aires, os paraguaios, liderados por Fulgencio Yegros, Pedro Juan Caballero e Vicente Ignácio Iturbide, depuseram o governador Bernardo Velasco e proclamaram a independência do país em 15 de maio de 1811.

### Antecedentes

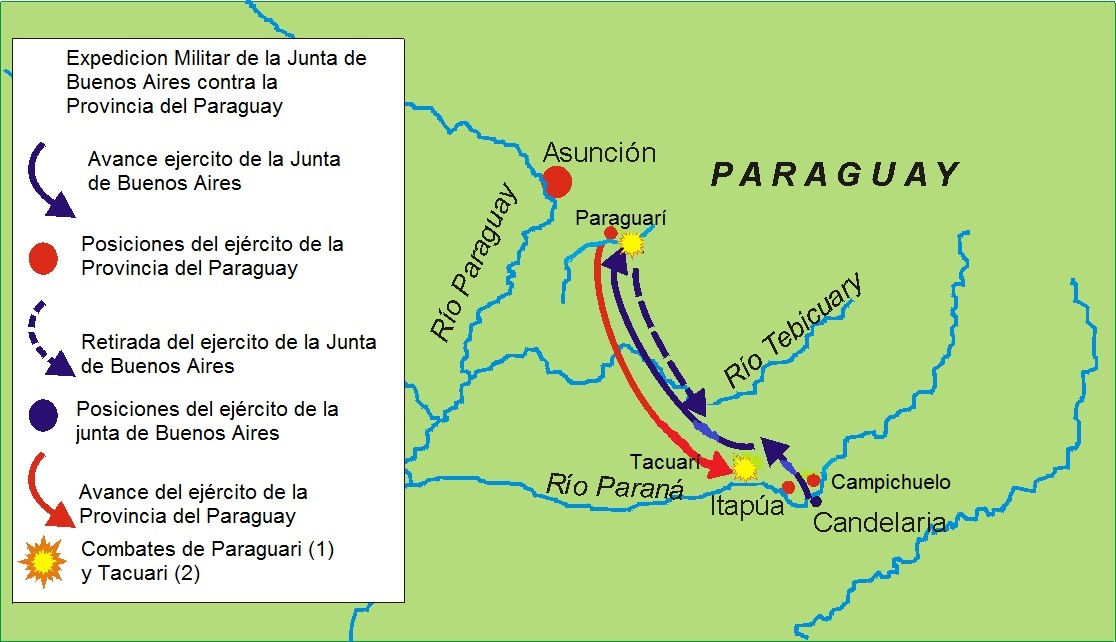
Campanha de Belgrano no final de 1810.

Em 1806 e 1807, ocorrem invasões inglesas, ocupando as cidades de Buenos Aires e Montevidéu. De Assunção, Córdova e outros locais do vice-reinado, foram enviadas tropas que colaboraram na expulsão dos invasores. As invasões inglesas demonstraram à metrópole espanhola o quão independente era o vice-reino.
Em 1810, chegou a notícia em Buenos Aires, capital do vice-reinado do Rio da Prata, que Sevilha havia sido ocupada pelas forças de Napoleão Bonaparte. Em resposta, reuniu-se um conselho aberto, que em 25 de maio de 1810 substituiu o Vice-rei Cisneros por uma junta do governo. Entre seus objetivos, estava convocar a reunião de um congresso de representantes de todas as províncias do Vice-reino do Rio da Prata, para definir a forma de governo do ex-vice-reinado.
Em resposta à convocação, a Assembleia Geral de 24 de junho de 1810, que ocorreu em Assunção, decidiu se manter fiel ao Conselho de Regência, que se refugiara em Cádiz e governava em nome de Fernando VII, prisioneiro de Napoleão.
No final de 1810, as tropas sob o comando do general Manuel Belgrano marcharam em uma expedição para tentar adicionar ao Paraguai as recém-criadas Províncias Unidas do Rio da Prata. As forças daquela expedição não receberam apoio local e foram derrotadas nas batalhas de Paraguarí e Tacuarí - 19 de janeiro e 9 de março de 1811 - pelos monarquistas, que até então eram liderados pelos oficiais Fulgencio Yegros e Manuel Cabañas. Essas batalhas, tanto pelo sucesso das forças paraguaias quanto pela fuga por ocasião do governador espanhol Velasco - pensando que haviam sofrido um revés militar - e os contatos repetidos dos oficiais paraguaios com Belgrano, são considerados o início das Forças Armadas Paraguaias.

### Revolução de Maio de 1811

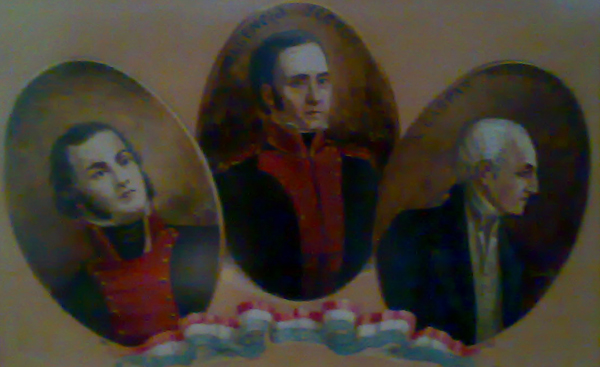
Caballero, Yegros e Francia

Bandeira provisória, usada em junho de 1811.

Após várias semanas de conspirações, na noite do dia 14 de maio de 1811 as tropas comandadas por Pedro Juan Caballero e Fulgencio Yegros chegam a Assunção. Um congresso foi realizado em 17 de junho, onde o governador Velasco foi acusado de negociar com os portugueses a defesa da metrópole espanhola, mesmo ao preço de se tornar dependente do Império Português. Em seu lugar, foi nomeado um Conselho de Administração, presidido por Fulgencio Yegros.
Em 12 de outubro de 1811, foi assinado um tratado com a Junta de Buenos Aires, que estabeleceu, entre outras disposições, um projeto de confederação entre as Províncias Unidas do Rio da Prata e Paraguai, que não foi aceito devido aos distintos interesses de Buenos Aires e Assunção. Houve reconhecimento de ambas as partes, porém algumas questões fronteiriças ainda ficaram em aberto.

## Pátria Velha (1811-1864)
Em 1814, após um período de consulado, um congresso elegeu José Gaspar Rodríguez de Francia como presidente vitalício do Paraguai. Nos governos de Francia (1814-1840), Carlos Antonio López (1841-1862) e Francisco Solano López (1862-1870) o Paraguai se desenvolveu de maneira bastante diferente de outros países da América do Sul. Foi-se incentivado um crescimento econômico autossuficiente, baseado no caráter estatal da maioria das empresas. Tal política econômica mostrou-se mais bem sucedida que a aplicada nos países vizinhos. O regime da Família López foi caracterizado por um forte centralismo na produção e distribuição de bens. Não havia distinção entre a esfera pública e a privada.

### Governo de José de Francia (1814-1840)

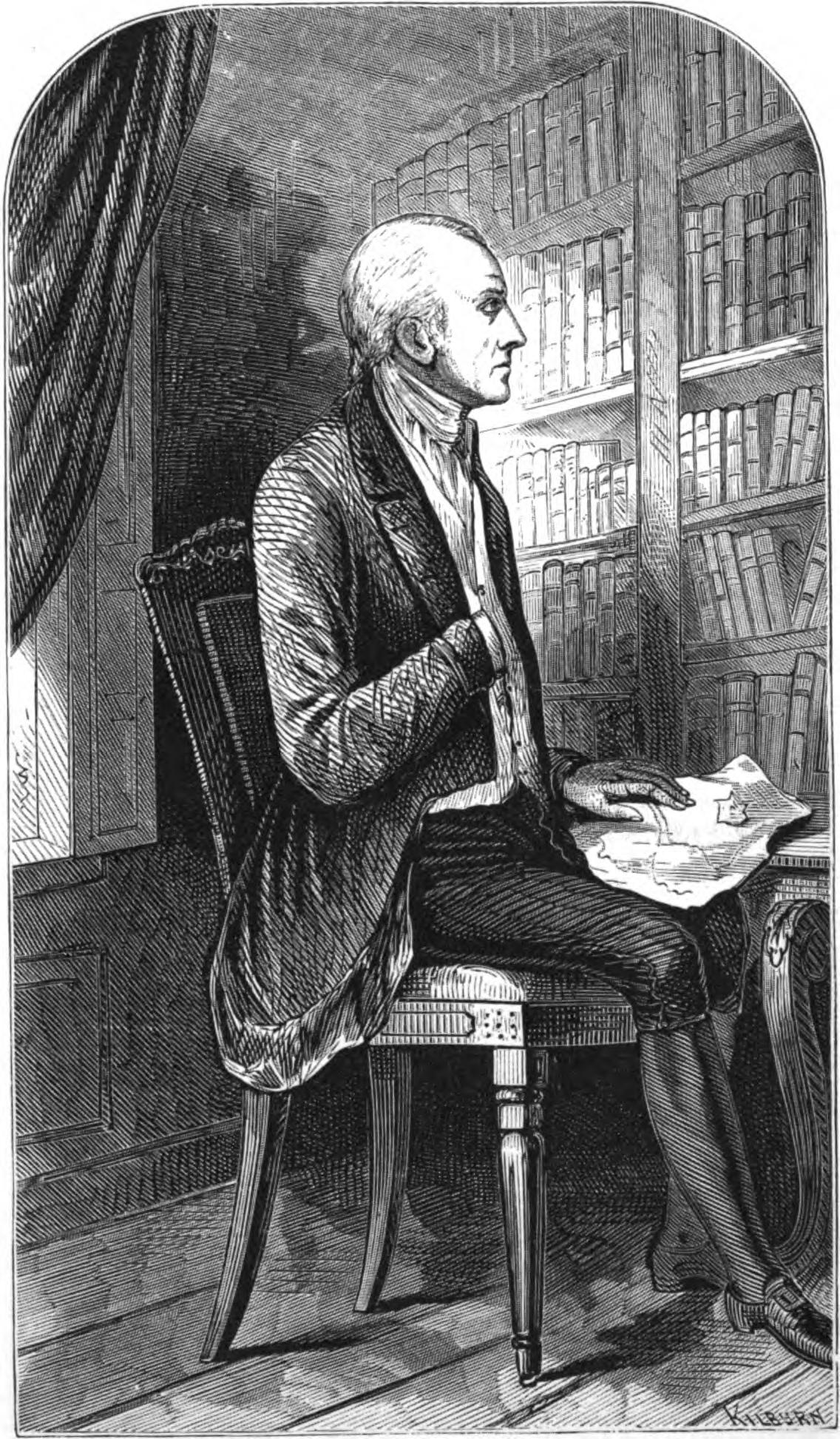
José Gaspar Rodríguez de Francia.

Dado a consolidação de Buenos Aires como centro da região, Francia se preocupou em fortalecer economicamente o Paraguai, numa tentativa de fazer Assunção um grande centro, assim como era a capital argentina, além de confirmar a soberania do Paraguai. Até o fim de seu governo o Congresso que o elegeu nunca se reuniu novamente.
Ao longo de seu governo, a elite colonial espanhola presente no país perdeu força. Nesse processo, foi-se proibido o casamento de europeus com europeus, forçando os colonos a casarem-se com mulheres locais. Além disso, as fronteiras foram totalmente fechadas, com ninguém podendo sair e os que entrassem a ficar em prisão domiciliar.
Em 1815, a Igreja Católica Romana no Paraguai foi declarada independente de Roma, com Francia nomeando-se chefe da Igreja paraguaia. Em meados de junho de 1816, todas as procissões noturnas foram proibidas, exceto a de Corpus Christi. Em 1819, o bispo foi persuadido a transferir a autoridade para o vigário geral, e em 1820 os frades foram secularizados. Em 4 de agosto de 1820, todos os clérigos foram forçados a jurar lealdade ao Estado, e suas imunidades clericais foram retiradas. Os quatro mosteiros do país foram nacionalizados em 1824. A Inquisição foi abolida, e os confessionários passaram a contar com forcas próprias.
Em março de 1820, Fulgencio Yegros comandou uma conspiração contra Francia, que foi rapidamente reprimida pelo presidente. Em julho de 1821, mais de um ano depois, seus principais rivais haviam sido mortos. Estima-se que cerca de 40 pessoas foram executadas por razões políticas em quase 30 anos de governo, em um período muito sangrento na América do Sul. No meio do processo judicial da conspiração, em setembro de 1820, ele cedeu asilo ao líder uruguaio José Gervasio Artigas, amigo de muitos conspiradores que estavam na prisão na época.
Tendo morrido em 20 de setembro de 1840, Francia é conhecido como o líder que apesar de autocrático e autoritário, consolidou a soberania do Paraguai na região do Prata.

### Governo de Carlos Antonio López (1841-1862)

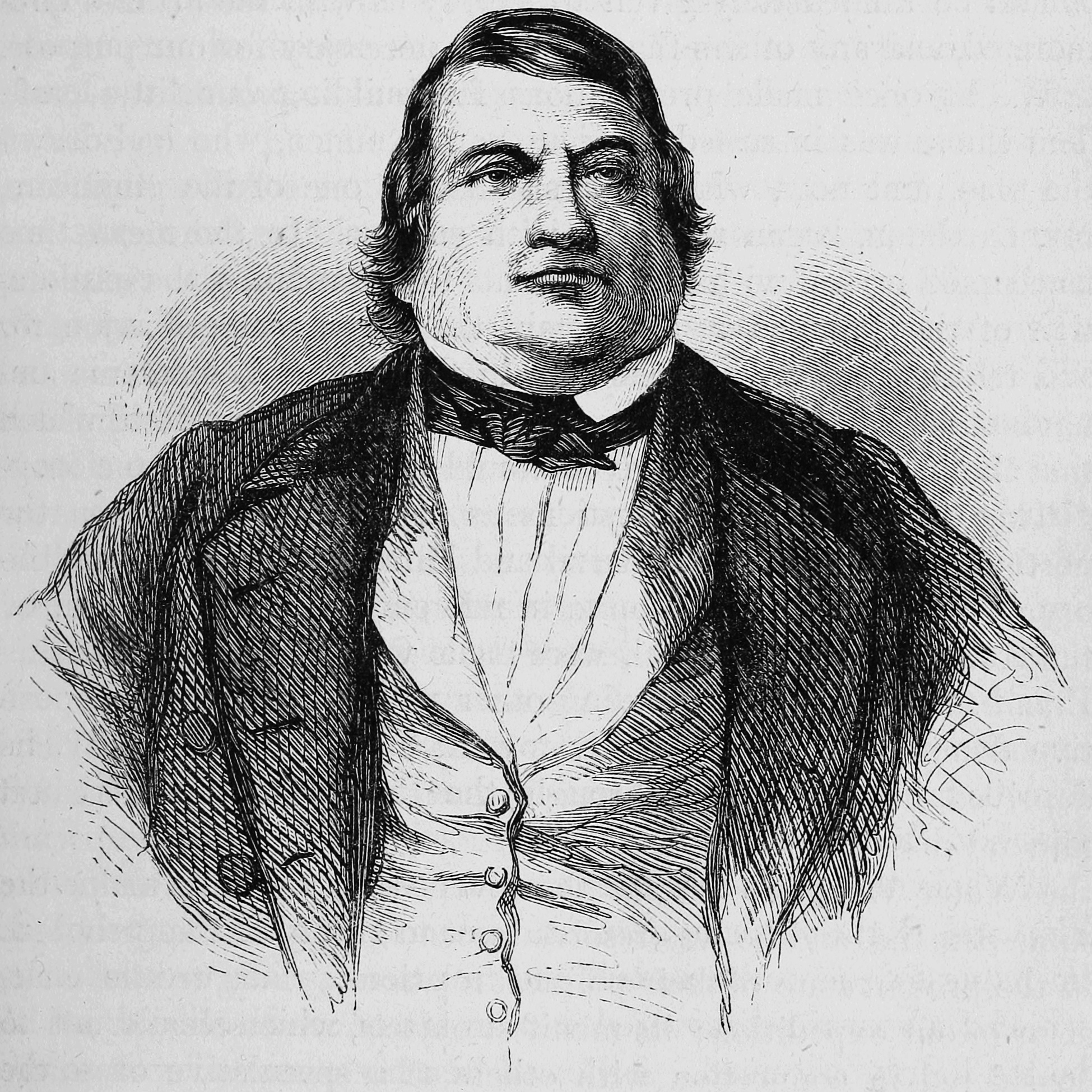
Carlos Antonio López.

Francia não havia deixado nenhum sucessor, sendo assim iniciou-se uma disputa pelo poder no Paraguai. Após a morte de Francia, uma junta liderada por Manuel Antonio Ortiz, tomou o poder. Em 22 de janeiro de 1841, Ortiz foi derrubado de seu posto por Juan José Medina, que por sua vez sofreu um golpe em 9 de fevereiro,[carece de fontes?] liderado por Mariano Roque Alonzo. Em 14 de março de 1841, com pouca autoridade para governar, Alonzo reinstituiu o consulado, trazendo para o governo Carlos Antonio López. O consulado durou até 13 de março de 1844, quando o Congresso nomeou Lopez como Presidente da República, cargo que ocupou até sua morte em 1862.
Embora o governo de Carlos tenha sido semelhante ao sistema de Francia, seus meios eram diferentes. Em seu governo são encontrados alguns traços de corrupção, tendo ele se tornado o homem mais rico do país. Além disso, a população paraguaia aumentou de cerca de 220 000 em 1840 para cerca de 400 000 em 1860.
Durante seu mandato, López aumentou o contingente das forças armadas para 18 000 soldados ativos e 46 000 reservistas e melhorou a qualidade de seus equipamentos. Em seu governo a educação também melhorou significativamente, com cerca de 400 escolas construídas. O primeiro telégrafo do país, ligando Assunção a Humaitá, foi construído. Também foi construída uma ferrovia de Assunção a Paraguarí, em 1858. Em 22 de setembro de 1861, a Estação Ferroviária Central foi inaugurada em Assunção.
No referente a relações exteriores, López marcou um período de abertura política no Paraguai, que teve como resultado um crescimento da economia paraguaia e maior reconhecimento internacional.

### Governo de Francisco Solano López (1862-1870)

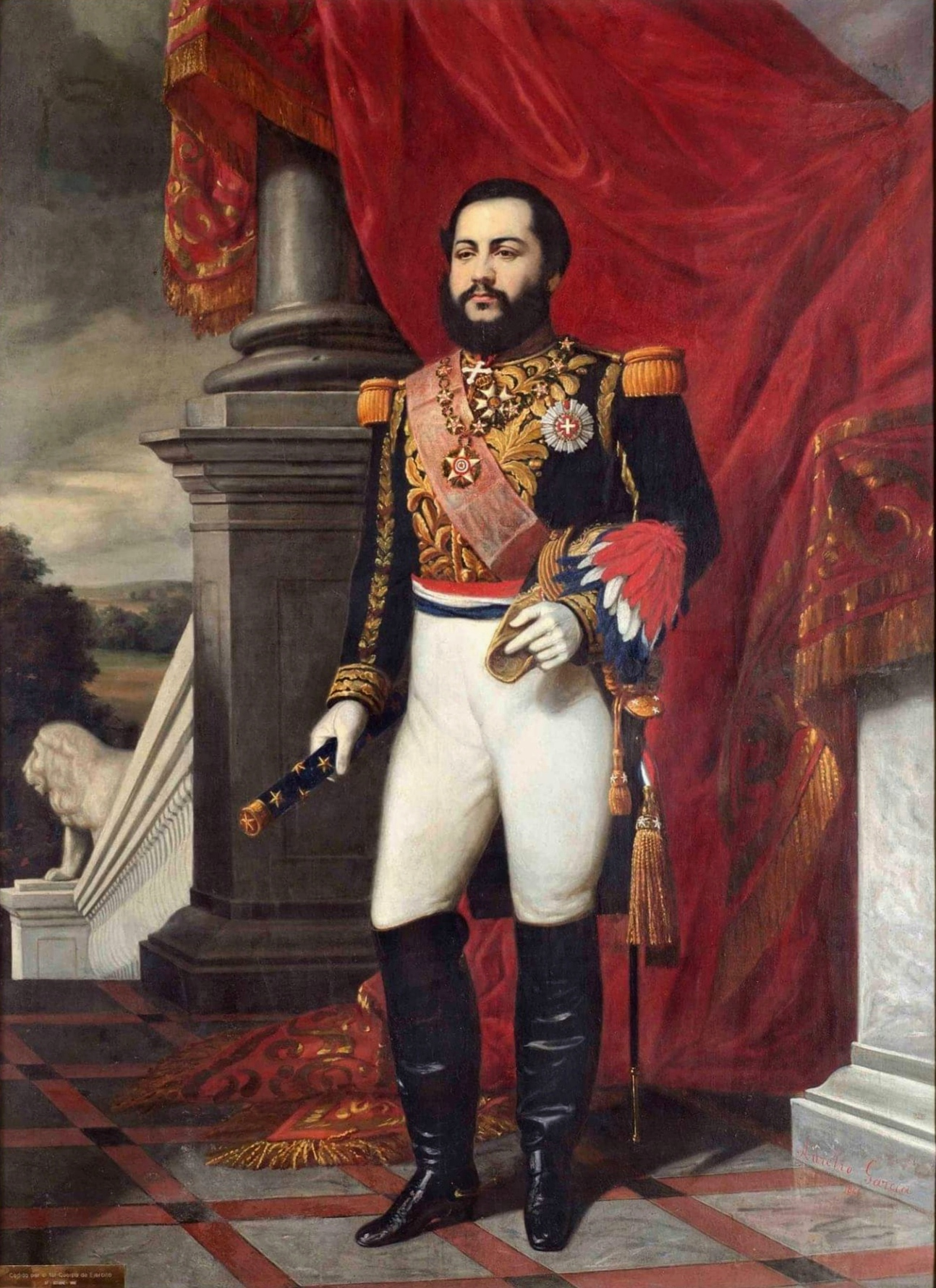
Francisco Solano López.

Filho de Carlos López, Solano ascendeu ao poder em 16 de outubro de 1862, eleito pelo congresso. A principais características de suas políticas econômicas eram o protecionismo e a política da balança comercial favorável, sendo madeira e erva-mate os produtos mais exportados. O resultado dessas medidas foram até certo ponto, uma autossuficiência em relação aos países vizinhos, praticamente inibindo o capital externo do país.
No início de seu governo, houve uma importante expansão da indústria têxtil, a partir de maquinário inglês. O comércio, ainda que pequeno, era muito incentivado por seu governo, através de uma política aplicada até 1864, junto do governo blanco do Uruguai, denominada "Equilíbrio do Rio da Prata".

## Guerra do Paraguai (1864-1870)

### Antecedentes

Disputas territoriais na região do prata (1864).

Ao longo do século XIX, o Paraguai reduziu suas reivindicações territoriais para não aumentar os conflitos externos com o Brasil e a Argentina, porém ainda suas reclamações eram comuns as do Brasil. Por seu lado, a Argentina aumentou suas reivindicações ao longo da década de 1850, exigindo soberania sobre todo o Chaco Boreal.
Após a queda da Confederação Argentina, o governo do Paraguai ainda esperou por algum tempo a consolidação de seu regime, tendo para isso, seus aliados do Partido Blanco no poder no Uruguai. A Argentina e o Brasil ofereceram apoio à revolução de Venancio Flores no Uruguai, contribuído pela Guerra do Uruguai, que tirou do poder Atanasio Cruz Aguirre. Na Argentina, houve uma intensa propaganda contrária a posição paraguaia, em apoio dos colorados no Uruguai.
López exigiu que o Brasil não interviesse no Uruguai, mas o Império invadiu o país em meados de 1864. A resposta paraguaia veio em 12 de outubro de 1864, quando o navio "Marquês de Olinda" foi capturado. Nele estava o governador de Mato Grosso, coronel Frederico Carneiro de Campos. Posteriormente, houve a invasão paraguaia da província do Mato Grosso, fato inicial da guerra.

### Primeiro ataque e subsequente defesa

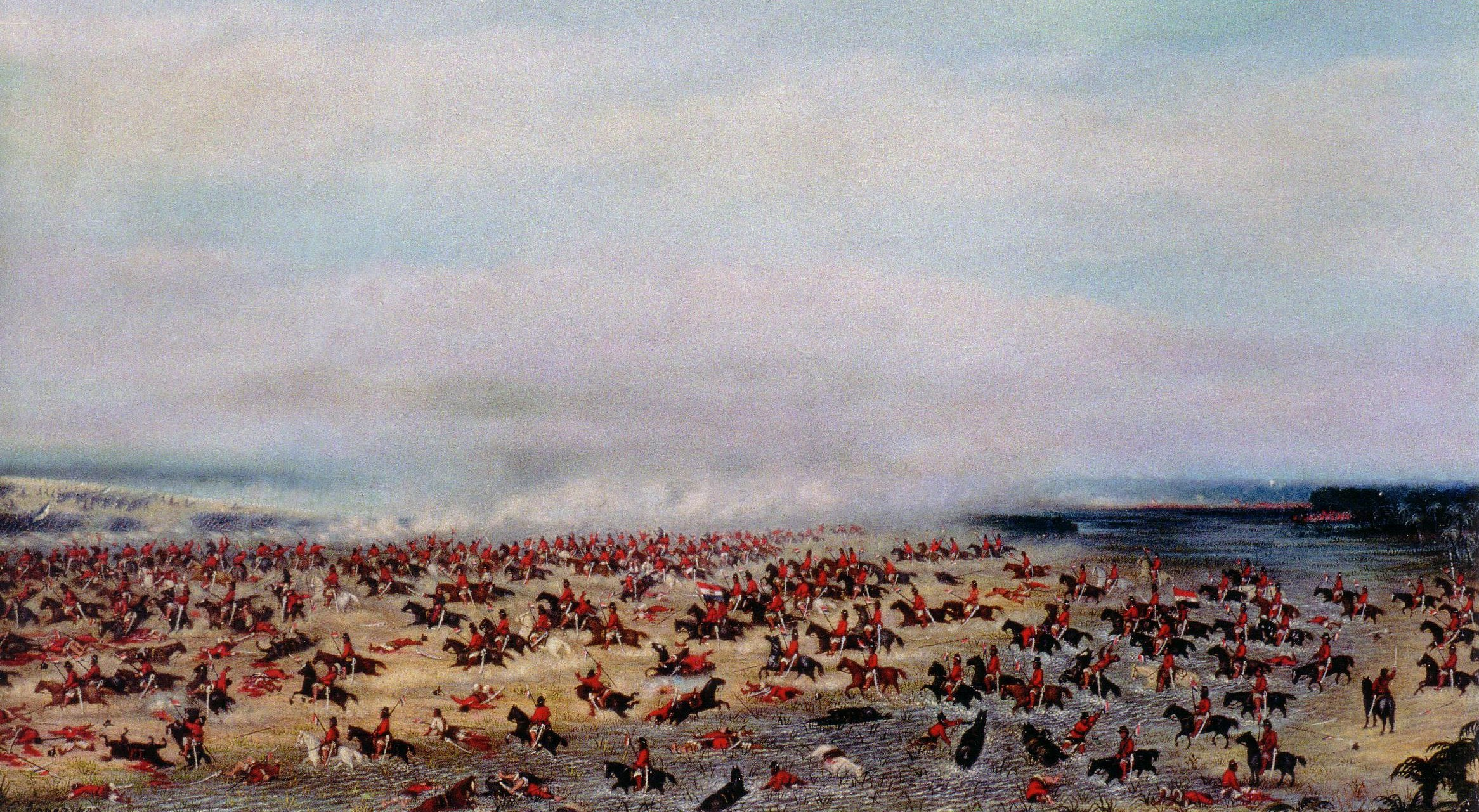
A Batalha de Tuiuti, um marco da Guerra do Paraguai. Pintura a óleo de Cándido López.

López solicitou autorização do governo argentino para atravessar o território da Província de Corrientes, a fim de chegar no sul do Brasil e posteriormente invadir o Uruguai. Com o Presidente Bartolomé Mitre negando a autorização, o Paraguai declarou guerra contra a Argentina e invadiu Corrientes. Em uma série sucessiva de vitórias, chegou até perto do território uruguaio, na cidade de Uruguaiana. As posteriores derrotas nas batalhas do Riachuelo, Jataí, e no Cerco de Uruguaiana marcaram o fim da ofensiva paraguaia. Em 1 de maio de 1865, Brasil, Argentina e Uruguai assinaram o Tratado da Tríplice Aliança.
Os aliados iniciaram uma campanha no sul do Paraguai em meados de 1866. Houve uma série de batalhas ao longo das fortificações paraguaias nas margens do Rio Paraguai, com destaque para Tuiuti e Curupaiti, culminando na tomada da fortaleza de Humaitá pelos aliados em 1868. Nesse meio tempo uma epidemia de cólera dizimou os dois exércitos, dando uma pausa na ofensiva aliada.
Durante a Campanha do Piquissiri, ocorreram quatro grandes batalhas, forçando López a deixar Assunção e recuar para o interior do país. Praticamente todo seu exército foi morto ou capturado nessa campanha. A cidade de Assunção foi ocupada e saqueada.
Apesar das derrotas, López continuou sua resistência na chamada Campanha da Cordilheira. Seu exército foi completamente destruído nas batalhas de Piribebuy e Acosta Ñu, marcada por uma expressiva vitória dos aliados. A maioria dos soldados de López eram adolescentes ou crianças. Os últimos remanescentes do exército de López, foram encontrados em 1º de março de 1870 pelas forças imperiais na Batalha de Cerro Corá. López foi morto em combate e as últimas forças leais se renderam.

## Período entre guerras (1870-1932)

### Pós-guerra

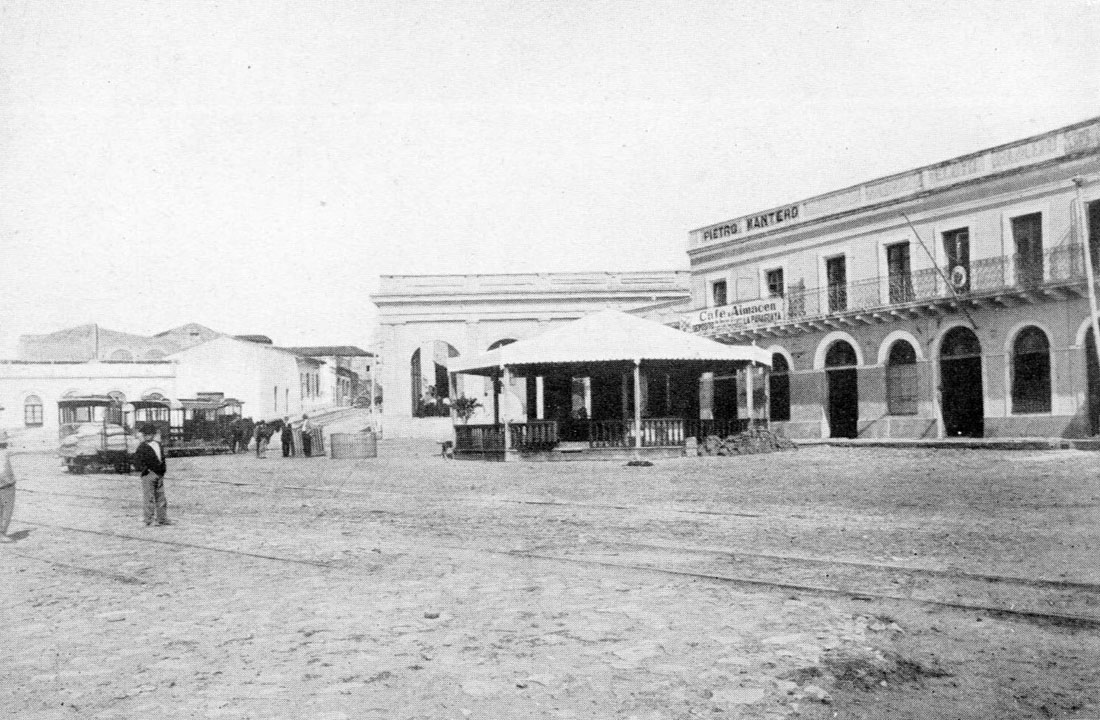
Assunção em 1892.

As consequências da Guerra do Paraguai foram devastadoras para o país, levando à morte de dois terços de todos os homens adultos (número contestado) e à perda grande parte do território paraguaio. O país foi submetido à ocupação brasileira que durou seis anos (até 1876).  Embora o Paraguai tenha perdido uma parte significativa de seu território, alguns territórios foram mantidos, incluindo o Grande Chaco. A situação criada levou a uma estagnação econômica que duraria pelo resto do século. Em relação ao social, a poligamia se tornou muito comum no país (indivíduo que se relaciona sexualmente com vários outros da mesma espécie) para repovoar o país, assim como a sociedade matriarcal prevaleceu, mas ao mesmo tempo um forte machismo, um contexto que ainda persiste hoje, principalmente nas classes médias baixas.
Os aliados instalaram no Paraguai um governo provisório em julho de 1869 e era composto por Cirilo Antonio Rivarola, Carlos Loizaga e José Antonio Bedoya. Esse governo representava os interesses das autoridades militares brasileiras e em menor grau, as do comando militar argentino. Loizaga e Bedoya eram oficiais da chamada "Legião Paraguaia", um corpo militar que apoiava os aliados. Por sua parte, Rivarola participou de conspirações contra os governos de López e foi incorporado à força como sargento no exército paraguaio, do qual havia desertado. Logo depois, Loizaga e Bedoya renunciaram e se retiraram para Buenos Aires, com assumindo Rivarola como presidente.
Em 15 de agosto de 1870, uma Convenção Constitucional se reuniu em Assunção para sancionar a primeira Constituição paraguaia, baseada na constituição argentina de 1853. A mesma Convenção declarou o Triunvirato dissolvido, que foi reduzido apenas a Rivarola, nomeando Facundo Machaín como novo presidente. No entanto, um golpe de estado das forças militares paraguaias obrigou a própria Convenção a eleger Rivarola, que assumiu o cargo em 1º de setembro daquele ano, como seu presidente, logo após a Constituição ter sido sancionada.
A eleição do Congresso Nacional marcou o início do fim do governo de Rivarola, que terminou com a renúncia em 18 de dezembro de 1871. Sob o comando de seu sucessor, Salvador Jovellanos, foi assinado o Tratado de Loizaga – Cotegipe, que sancionou as reivindicações ao Império Brasileiro havia estabelecido ao assinar o tratado: o estabelecimento dos limites do norte do país no Rio Apa até o Salto de Sete Quedas. O Império garantiu um tratado deixando a Argentina de lado, que por sua vez reivindicou todo o Chaco Boreal. Pelo Tratado de Machain-Yrigoyen, foi definido que o Chaco central, a maior parte da atual província argentina de Formosa, seria dada para a Argentina, enquanto o território ao norte do rio Verde foi deixado para o Paraguai. Foi estabelecido que seria resolvido por uma sentença arbitral, pelo presidente dos Estados Unidos, Rutherford B. Hayes, a implantação do departamento do Presidente Hayes em território paraguaio em novembro de 1878.

### Recuperação econômica
Enquanto isso, Jovellanos foi substituído em novembro de 1874 por Juan Bautista Gill. Após a morte de Gill, ele foi sucedido por seu vice-presidente, Higinio Uriarte, que também não conseguiu estabilizar a situação política no Paraguai. Após o governo de Cándido Bareiro, ex-embaixador dos López na Europa, o Congresso nomeou Bernardino Caballero em 1880 para suceder Gill, que mais tarde seria reeleito e governaria até 1886. Durante seu mandato, as instituições foram reorganizadas, o transporte ferroviário e a telegrafia foram ampliados.
Em várias cidades, dezenas de escolas foram fundadas e o primeiro bonde foi estabelecido em Assunção. Ele foi sucedido pelo general Patricio Escobar, que continuou sua política. Sua contribuição mais lembrada para a cultura do país foi a fundação da Universidade Nacional de Assunção. Seus oponentes fundaram o primeiro partido paraguaio moderno, o Partido Liberal, que seguiu a tradição dos oponentes do governo López. Nesse mesmo ano, os apoiadores do governo, liderados pelo general Caballero, fundaram o Partido Colorado, que reivindicou a tradição nacionalista e a ação paraguaia na Guerra da Tríplice Aliança. Este manteria o governo até o início do século seguinte.
O crescimento econômico continuou baixo nos governos de Juan Gualberto González, Juan Bautista Egusquiza, Emilio Aceval e Juan Antonio Escurra. Não havia estabilidade política, pois González e Aceval foram forçados a renunciar, deixando seus vice-presidentes em seu lugar. Enquanto isso, Escurra foi derrubado por uma revolução liberal, liderada pelo general Benigno Ferreira, em 1904.

### Primeira guerra civil
Nos anos seguintes, o Partido Liberal liderou o país. No entanto, foi dividido em frações, levando à constante instabilidade política. Após dois curtos governos revolucionários, o general Ferreira assumiu a presidência, que por sua vez foi derrubada pelo general Albino Jara. Revoluções sucessivas lideradas por liberais dissidentes e pelo Colorado levaram aos curtos mandatos de Emiliano González Navero, Manuel Gondra, Albino Jara, Liberato Marcial Rojas e novamente González Navero, dos quais nenhum conseguiu completar os quatro anos prescritos pela Constituição.
O primeiro a conseguir isso desde a presidência de Escobar foi Eduardo Schaerer, entre 1912 e 1916. Seu período de governo foi marcado por um grande crescimento econômico, causado pelas vantagens comerciais trazidas pela Primeira Guerra Mundial. Seus sucessores foram Manuel Franco, José Pedro Montero, Manuel Gondra e Eusebio Ayala, que nenhum dos quais conseguiram completar o mandato. Depois veio a longa Guerra Civil Paraguaia de 1922 a 1923, na qual uma facção liberal foi derrotada após uma sangrenta luta contra outra do mesmo partido. Somente a partir de 1924, se iniciou um período de estabilidade, com Eligio Ayala, José Patricio Guggiari e Eusebio Ayala, completando cada um os seus quatro anos de mandato.

## Guerra do Chaco (1932-1935)

### Antecedentes

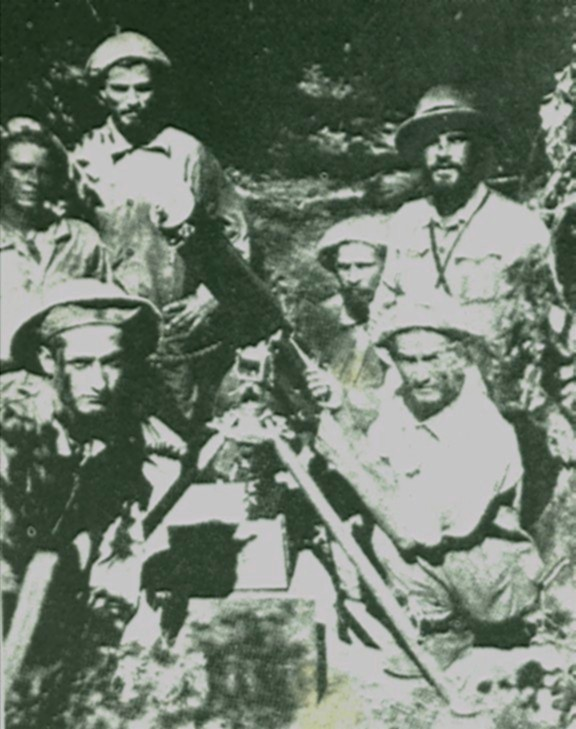
Soldados paraguaios juntos a uma metralhadora.

As autoridades espanholas haviam sobreposto as jurisdições no Chaco Boreal, de modo que, com quase as mesmas razões que uti possidetis, o Paraguai e a Bolívia tinham argumentos válidos para reivindicar o território. Por seu lado, a Argentina reconheceu em 1872 que a maior parte do Chaco Boreal, ou seja, ao norte do rio Pilcomayo, era paraguaia, mas em 1903 após a anexação brasileira do atual estado do Acre, até então território boliviano, e pelo Tratado de Petrópolis, o Brasil em compensação reconheceu o controle da Bolívia sobre todo o Chaco Boreal. Dessa forma, a Bolívia estabeleceu fortes precários, como o de Camacho, atual Mariscal Estigarribia. Especificamente, até 1900, nenhum país tinha controle efetivo. No Chaco Boreal, exceto por suas "bordas", o Paraguai tinha o Fort Olympus, Villa Occidental (atual Presidente Hayes) e perto de Villa Occidental, agora em ruínas o presídio de López, algumas empresas privadas possuíam pequenos cais nas margens do rio Paraguai.
Dado o alívio da região, era difícil especificar limites específicos, sem que sucessivos governos nacionais fizessem qualquer coisa para evitá-lo, pois o país estava submerso em constantes guerras internas (revolta do coronel Albino Jara em 1904 e do coronel Adolfo Chirifé em 1922).

### Desenvolvimento
A Guerra do Chaco, entre o Paraguai e a Bolívia, foi travada de 9 de setembro de 1932 a 12 de junho de 1935, pelo controle do Chaco Boreal. Foi a guerra mais importante da América do Sul durante o século XX. Nos três anos de duração, a Bolívia mobilizou 250 000 soldados e o Paraguai 120 000, que se enfrentaram em combates nos quais houve um grande número de baixas (60 000 bolivianos e 30 000 paraguaios) e um grande número de feridos, mutilados e desaparecidos. Os diferentes tipos de doenças físicas e psicológicas, as características hostis do teatro de operações e a falta de água e boa comida produziram o maior percentual de baixas e afetaram a saúde dos soldados sobreviventes, muitos por toda a vida.
O confronto consumiu enormes recursos econômicos de ambos os países, que eram muito pobres. O Paraguai forneceu ao seu exército o grande número de armas e equipamentos capturados em diferentes batalhas. Após a guerra, ele vendeu algum excedente para a Espanha (Decreto-Lei 8 406, 15 de janeiro de 1937).
O cessar-fogo das hostilidades foi assinado em 12 de junho de 1935. Sob pressão dos Estados Unidos, por um tratado secreto assinado em 9 de julho de 1938, o Paraguai reivindicou aos 110 000 km² ocupados por seu exército para cessar as hostilidades.
O Tratado de Paz, Amizade e Limites foi assinado em 21 de julho de 1938. Em 27 de abril de 2009, 74 anos após o final da guerra, os presidentes Evo Morales, da Bolívia e Fernando Lugo, do Paraguai, assinaram em Buenos Aires o acordo definitivo dos limites territoriais do Chaco Boreal. O evento foi realizado na presença da presidente argentina Cristina Kirchner, mediante aceitação de seus respectivos ministros das Relações Exteriores do Ato de Conformidade e Execução do Tratado de Paz, Amizade e Limites entre Bolívia e Paraguai de 1938. A área disputada foi dividida em um quarto sob soberania boliviana e três quartos sob soberania paraguaia. A Bolívia recebeu uma área nas margens do alto rio Paraguai.